# Strug (Słowenia)
Strug – wieś w Słowenii, w gminie Makole. W 2018 roku liczyła 65 mieszkańców.